# Ludwig Franz Philipp Christian von Kleist
Ludwig Franz Philipp Christian von Kleist (* 18. Juli 1748 in Sandau (Elbe); † 13. Oktober 1809 in Orpensdorf) war ein preußischer Oberst und Ritter des Ordens Pour le Mérite.

## Herkunft und familiäres Umfeld
Ludwig Franz Philipp Christian stammte aus der alten uradeligen pommerschen Familie von Kleist. Er war der älteste Sohn des preußischen Generalmajors Reimar von Kleist (1710–1782) auf Sandow und der Hedwig Elisabeth, geborene von der Hagen (1722–1806).

## Militärische Laufbahn
Ludwig Franz Philipp Christian trat 1764, der Familientradition folgend, in die preußische Armee als Junker ein, um Berufsoffizier zu werden. Er wählte dabei das vornehme Leibkarabinier-Regiment Nr. 11 aus, in dem er am 2. Dezember 1765 zum Kornett und am 2. März 1771 zum Leutnant ernannt wurde. In Friedenszeiten war das Avancement in der Armee langsam; so wurde er erst 1783 Stabsrittmeister und 1784 Eskadronchef im Kürassierregiment „von Kalckreuth“.
Einen Karriereschub brachte der Erste Koalitionskrieg gegen das revolutionäre Frankreich. Kleist wurde 1791 Major und zog mit den preußischen Truppen gegen Frankreich. Er nahm an der für die Preußen siegreichen Schlacht bei Kaiserslautern teil und zeichnete sich dabei so aus, dass der Oberkommandierende, der Herzog Karl Wilhelm Ferdinand von Braunschweig, ihn dem König Friedrich Wilhelm II. zur Verleihung des Ordens Pour le Mérite vorschlug. Der König stellte dem Herzog von Braunschweig in einer Allerhöchsten Kabinettsorder vom 17. September 1793 anheim, 25 der 47 zum Pour le Mérite vorgeschlagenen Offiziere auszuwählen, die den Orden erhalten sollten. Nach einer Tagebucheintragung des Leutnants von Fritsch vom 1. Oktober 1793 war der Major von Kleist unter den Ausgewählten.
Am 1. Juni 1799 wurde Kleist dann zum Oberstleutnant und am 31. Mai 1801 zum Oberst befördert. 1802 wurde er schließlich Regimentskommandeur. Im Krieg nahm er 1806/07 mit seinem Regiment an der für Preußen mit einer Niederlage endenden Schlacht bei Auerstedt teil. Danach wurde sein Regiment von dem allgemeinen Rückzug mitgerissen und in die schimpfliche Kapitulation von Magdeburg eingeschlossen. Am 12. Dezember 1807 erhielt er dann den erbetenen Abschied, den der König Friedrich Wilhelm III. ohne eine Pension bewilligte mit dem Hinweis darauf, dass dieser Abschied aus familiären Gründen beantragt worden sei.
Kleist zog sich nun auf seine im Kreis Stendal in der Altmark bei Osterburg gelegenen Güter Orpensdorf, Rönnebeck und Flessau zurück. Dort ist er am 13. Oktober 1809 gestorben. Er war zweimal kinderlos verheiratet.